# Абдуллаев, Аскер Мамед оглы
Аскер Мамед оглы Абдуллаев (азерб. Əsgər Məmməd oğlu Abdullayev; род. 27 марта 1960, Баку) — советский и азербайджанский футболист. Азербайджанский тренер. Играл на позиции защитника. Мастер спорта СССР (1990).

## Карьера

### Клубная
Провёл всю футбольную карьеру в клубе «Нефтчи» (Баку). За «Нефтчи» сыграл 319 матчей и забил 1 гол в чемпионате СССР, сыграл 10 матчей в Кубке СССР и 14 матчей в Кубке федерации, где в 1988 году «Нефтчи» дошёл до финала. В чемпионате Азербайджана отыграл два сезона — в 1992 и 1993/94.

### Тренерская
Тренерскую карьеру начал в клубе «Шафа», в котором работал ассистентом Вагифа Садыхова. Затем тренировал молодёжную сборную Азербайджана, которая заняла 5-е место в отборочной группе молодёжного чемпионата Европы. Также временно руководил первой сборной Азербайджана. В 2002 году Садыков возглавил сборную Азербайджана и взял к себе в команду своих помощников, в числе которых оказался и Абдуллаев. 25 октября 2002 года, после отставки Садыкова, Абдуллаев был временно назначен тренером национальной команды; после нескольких удачных матчей, 17 мая 2003 года, Абдуллаева официально утвердили в должности главного тренера сборной. По руководством Абдуллаева сборная сыграла вничью в гостях и переиграла дома сборную Сербии, за что главный тренер команды получил прозвище «Сербский палач». После назначения главным тренером национальной команды бразильца Карлоса Алберто работал у него ассистентом.
В 2005 году был назначен главным тренером клуба «Баку» и в первом же сезоне выиграл с командой Кубок Азербайджана, но в следующем сезоне подал в отставку после ничьи с аутсайдером чемпионата, клубом «Гёязань». В этом же сезоне «Баку» стал чемпионом страны. 1 июня 2006 года был назначен главным тренером клуба «Олимпик-Шувалан», заменив уволенного Петара Курчибича. Смог сделать из клуба-аутсайдера одного из лидеров азербайджанского футбола. В 2008 году выиграл с «Олимпиком» серебряные медали чемпионата Азербайджана. После этого успеха был признан лучшим тренером сезона в Азербайджане.

## Достижения

### Командные
- Чемпион Азербайджана: 1992
- Обладатель Кубка Азербайджана: 2005

### Личные
- Футбольный тренер года в Азербайджане: 2008